# Xixuthrus
Xixuthrus là một chi nhỏ các loài bọ cánh cứng trong họ Cerambycidae.

## Các loài
Phân chi Xixuthrus Thomson, 1864
- Xixuthrus arfakianus (Lansberge, 1884)
- Xixuthrus costatus (Montrouzier, 1855)
- Xixuthrus ganglbaueri Lameere, 1912
- Xixuthrus granulipennis Komiya, 2000
- Xixuthrus gressitti Marazzi, Marazzi & Komiya, 2006
- Xixuthrus heros (Gräffe, 1868)
- Xixuthrus lameerei Marazzi, Marazzi & Komiya, 2006
- Xixuthrus lansbergei (Lameere, 1912)
- Xixuthrus microcerus (White, 1853)
- Xixuthrus solomonensis Marazzi & Marazzi, 2006
- Xixuthrus terribilis Thomson, 1877 (syn. = X. heyrovskyi Tippmann, 1945)
- Xixuthrus thomsoni Marazzi, Marazzi & Komiya, 2006

Phân chi Daemonarthra Lameere, 1903
- Xixuthrus helleri (Lameere, 1903)